# Fri modul
En fri modul är i matematiken ett fritt objekt i en kategori av (ensidiga) moduler över någon ring. För en given mängd S är den fria modulen på S en (viss) fri modul med bas S. Löst uttryckt är en modul fri om den har "lika bra egenskaper" som linjära rum har.
Varje linjärt rum är fritt (som modul över sin kropp av skalärer). En ändligtgenererad abelsk grupp är fri (som modul över Z) precis om den är torsionsfri.
Ett annat viktigt exempel är modulen av n-tuppler över en godtycklig unitär ring A,
{\displaystyle A^{n}=\{(a_{1},a_{2},\ldots ,a_{n}):a_{1},a_{2},\ldots ,a_{n}\in A\}}
där n är ett godtyckligt positivt heltal. (Om n är 2 så kallas n-tupplerna par, och om n är 3 så kallas de trippler.) n-tuppler adderas post för post, och multipliceras med ett ringelement genom att varje ringelement multipliceras med detta:
{\displaystyle (x_{1},\ldots ,x_{n})+(y_{1},\ldots ,y_{n})=(x_{1}+y_{1},\ldots ,x_{n}+y_{n})}, och {\displaystyle a\,(x_{1},\ldots ,x_{n})=(ax_{1},\ldots ,ax_{n})}.
Denna modul har en standardbas, som består av mängden av alla n-tuppler som har posten noll i alla positioner utom en, där de har posten ett; alltså mängden
{\displaystyle \{(1_{A},0_{a},\ldots ,0_{A}),\;(0_{A},1_{A},\ldots ,0_{a}),\;\ldots ,\;(0_{A},0_{A},\ldots ,1_{A})\}}.

## Formella definitioner
En vänstermodul M över en unitär ring A är fri, om M innehåller en modulbas, en linjärt oberoende delmängd S som samtidigt genererar M. Sammanfattat betyder detta att varje nollskilt element i M på ett och endast ett sätt kan framställa som en ändlig summa   a1s1 +...+ ansn,   där s1, ..., sn är olika element i S, och a1, ..., an är nollskilda element i A.
Den fria modulen M har i allmänhet flera olika baser. Om S och T är två baser, och dessutom ringen A är kommutativ, så har S och T samma kardinalitet (d. v. s. är "lika stora"). Detsamma gäller även för fria moduler många men inte alla icke-kommutativa ringar.

### Modulrang
Om alla baser för en viss fri modul M har samma kardinalitet r, så säges r vara rangen av M. Denna egenskap gäller bland annat för linjära rum, och för ett sådant är rangen detsamma som rummets dimension. Om A är en kommutativ unitär ring, och n är ett naturligt tal, så har An rangen n. Däremot finns det exempel även på att inte ens en fri ändligtgenererad modul över en okommutativ ring alltid har en väldefinierad rang.

## Konstruktion
Givet en godtycklig unitär ring A och en godtycklig mängd S, så finns en fri vänster A-modul A(S) sådan att S är en bas för A. Informellt uttryckt består A(S) av alla ändliga formella linjärkombinationer av element i S. En formell definition som fungerar även när S är en oändlig mängd, är mängden av alla funktioner från S till A med ändligt stöd:
{\displaystyle A^{(S)}=\{{\hbox{funktioner }}f:S\longrightarrow A{\hbox{ s. a. }}{\hbox{card}}(f^{-1}(A\setminus \{0_{A}\}))<\infty \}}
där card betecknar kardinalitet. A(S) innehåller alltså varje sådan funktion f från S till A, som uppfyller att   f(x) = 0   för alla utom ändligt många x. Moduloperationerna definieras på det vanliga sättet för funktioner:
- Addition: för två element f, g ∈ A(S) definieras f + g ∈ A(S) genom (f + g)(x) = f(x) + g(x) för varje x ∈ S.
- Multiplikation med skalär: för α ∈ A och f ∈ A(S) definieras αf ∈ A(S) genom   (αf)(x) = αf(x)   för varje x ∈ S.

Mängden { δs : s ∈ S } utgör en bas för A(S), där δs är en variant av Kroneckerdeltat:
{\displaystyle \delta _{s}(x)={\begin{cases}1,\quad {\mbox{om }}x=s;\\0,\quad {\mbox{om }}x\neq s.\end{cases}}}
Man kan nu identifiera varje element i S med motsvarande deltafunktion och får på det sättet verkligen en fri modul med S som bas. Formellt sett används den injektiva avbildningen ι : S → A(S) som definieras genom iota;(s) = δs, och identifikationen s ↔ ι(s).
Motsvarande konstruktion kan göras för högermoduler.

## Universell egenskap
Konstruktionen ovan har följande egenskap: För varje helt allmänna mängdavbildning φ från S till någon A-modul M, existerar en unik modulhomomorfi ψ: A(S) → M sådan att φ = ψ o ι. Konstruktionen av fria moduler löser ett universellt problem, och tillordningen av den fria A-modulen A(S) till varje mängd S definierar objektdelen av en funktor från kategorin av mängder till kategorin av vänsterAmoduler. Denna funktor är en vänsteradjunkt till glömskefunktorn i motsatt riktning, som definieras genom att man för varje modul "glömmer bort" modulstrukturen och bara tar fasta på dess underliggande mängd.
Motsvarande universella egenskap gäller för fria högermoduler. (Man bör dock observera att även i detta fall blir bildandet av fria moduler en vänsteradjunkt till glömskefunktorn.)